# Kazuhiro Suzuki
Kazuhiro Suzuki (鈴木 和裕, Suzuki Kazuhiro) est un footballeur japonais né le 16 novembre 1976.

## Biographie
Ce défenseur participe à la Coupe du monde des moins de 17 ans 1993 puis à la Coupe du monde des moins de 20 ans 1995 avec le Japon.
Au cours de sa carrière professionnelle, il joue en faveur des clubs du JEF United Ichihara, du Kyoto Purple Sanga et du Mito HollyHock. Au total, il dispute 151 matchs en J-League 1 et 209 matchs en J-League 2.

## Palmarès
- Finaliste de la Coupe de la Ligue japonaise en 1998 avec le JEF United Ichihara
- Vainqueur de la Coupe de l'Empereur en 2002 avec le Kyoto Purple Sanga
- Champion de J-League 2 en 2005 avec le Kyoto Purple Sanga